# Logisticien
Le logisticien est un spécialiste ou un professionnel de la logistique, c'est-à-dire l'ensemble des méthodes d'organisation et de gestion de l'ensemble des flux et des stocks matériels d'une entreprise ou organisation.

## Nature des activités
La fonction n'a pas manqué de s'étoffer et de se développer dans un passé récent. Beaucoup d'entreprises de toutes tailles, industrielles ou commerciales ont réalisé que les coûts logistiques représentent :
- une part importante - voire dans certains cas majoritaire- du prix de revient
- un élément non négligeable pour la compétitivité hors-prix voire un avantage concurrentiel décisif sur certains marchés.
- un facteur de fidélisation de la clientèle

Dans cette perspective, le logisticien s'implique dans des secteurs variés : production, achats, distribution. Il accorde une attention particulière à la circulation de l'ensemble des flux matériels. Pour ce faire, il prend en charge l'élaboration de méthodes et procédures propres à coordonner et optimiser toutes les activités pertinentes : l'entreposage, le stockage, l'emballage, la manutention et le transport.
Dans le respect du cahier des charges fixé au domaine logistique, et par-dessus tout de la satisfaction client, Il s'agit à la fois d'améliorer la performance mais aussi l'efficience grâce à une maîtrise des coûts. Les contraintes à prendre en compte sont nombreuses : maintien des produits en état « loyal et marchand », respect des procédures, du contrôle interne, des règles d'hygiène et de sécurité. Le besoin de coordination est fréquent avec les responsables de l'entrepôt, des transports mais aussi avec les autres fonctions de l'entreprise ( Achats et Planning de production). 

## Aptitudes et qualités requises
- Savoir et pouvoir travailler dans une logique de « juste à temps ».
- Esprit pragmatique, faisant preuve d'une grande disponibilité.
- Grande capacité d'organisation.
- Très grande résistance à la pression.
- Forte capacité d'analyse et de synthèse.
- Connaissance technique suffisante pour maîtriser les outils à l'œuvre.
- Conviction et diplomatie pour faire adhérer les parties prenantes à ses analyses et les impliquer dans leur fonctionnement quotidien.
- Excellente connaissance de l'outil informatique et des systèmes d'information en général.
- Maîtrise d'une ou de plusieurs langues étrangères.

## Principales formations

### En France
La fonction nécessite le plus souvent un niveau au moins équivalent à Bac +3 et une expérience professionnelle suffisante. Dans les grandes entreprises ou entreprises à dimension internationale le niveau Bac+5 est requis pour les postes d'encadrement.
- Université : Licences et Masters professionnels.
- Écoles de commerce, Écoles d'ingénieurs.
- Certificats de formation professionnelle ou titres homologués.

### Au Québec
Un baccalauréat en génie des opérations et de la logistique existe au Québec et permet, à la condition d'être un membre de l'Ordre des ingénieurs du Québec, d'exercer en tant qu'ingénieurs spécialisés en logistique.
Il existe aussi une formation technique en Logistique du transport d'une durée de 3 ans après les études secondaires. 